# Liste des zones d'emploi de l'Aisne
La Liste des zones d'emploi de l'Aisne regroupe les zones d'emploi du département de l'Aisne dont la mise à jour est effectuée par l'Insee lors de la révision du zonage ou du périmètre des bassins d'emploi en France.
Ces mises à jour ont lieu régulièrement après chaque recensement de population. Concernant ces listes, celles-ci sont établies en 1983, 1990 et 2010.

## Zones d'emploi de 2010

### Définitions
En 2010, l’Insee établit les zonages des bassins d'emploi sur la base du recensement de 2006 ; elles correspondent à un espace géographique où la plupart des actifs résident et travaillent, et dans lesquels les établissements peuvent trouver l'essentiel de la main d'œuvre nécessaire pour occuper les emplois offerts. Elles remplacent les découpages établis en 1994. 
Par rapport à 1994, les nouvelles zones d'emploi de l'Aisne s'affranchissent du découpage administratif du département. L'Aisne compte maintenant 7 bassins d'emploi au lieu des 6 établis en 1994. L'un des sept bassins d'emplois, celui de Roissy - Sud Picardie, s'étend d'ailleurs sur plusieurs départements et deux régions administratives.

### Liste des zones d’emploi
Le département de l'Aisne comprend 7 zones d'emploi (recensement de 2015), dont 45 communes du département appartiennent à un bassin d'emploi des départements ou régions voisines :
| Code | Zone d'emploi (2010)  | Nombre de communes | Superficie (km2)           | Population (hab.)           | Densité (hab./km2) |
| ---- | --------------------- | ------------------ | -------------------------- | --------------------------- | ------------------ |
| 0056 | Roissy - Sud Picardie | 393 Fraction : 45  | 3 242,14 Fraction : 449,05 | 1 726 558 Fraction : 24 590 | 533 Fraction : 55  |
| 2201 | Château-Thierry       | 103                | 1 086,68                   | 67 365                      | 62                 |
| 2202 | Tergnier              | 45                 | 377,28                     | 55 823                      | 148                |
| 2203 | La Thiérache          | 101                | 1 145,82                   | 58 773                      | 51                 |
| 2204 | Laon                  | 225                | 2 052,98                   | 100 650                     | 49                 |
| 2205 | Saint-Quentin         | 146                | 1 232,68                   | 137 483                     | 112                |
| 2206 | Soissons              | 139                | 1 017,27                   | 93 971                      | 92                 |

### Synthèse départementale sur les zones d’emploi
| Zone d’emploi         | Quantité | Quantité | Superficie | Superficie | Population | Population | Densité (hab./km2) |
| Zone d’emploi         | Nb.      | %        | Km2        | %          | Hab.       | %          | Densité (hab./km2) |
| --------------------- | -------- | -------- | ---------- | ---------- | ---------- | ---------- | ------------------ |
| Château-Thierry       | 103      | 12,81    | 1 086,68   | 14,76      | 67 365     | 12,51      | 62                 |
| Laon                  | 225      | 27,99    | 2 052,98   | 27,89      | 100 650    | 18,69      | 49                 |
| Roissy - Sud Picardie | 45       | 5,60     | 449,05     | 6,10       | 24 590     | 4,57       | 55                 |
| Saint-Quentin         | 146      | 18,16    | 1 232,68   | 16,74      | 137 483    | 25,52      | 112                |
| Soissons              | 139      | 17,29    | 1 017,27   | 13,82      | 93 971     | 17,45      | 92                 |
| Tergnier              | 45       | 5,60     | 377,28     | 5,12       | 55 823     | 10,36      | 148                |
| Thiérache             | 101      | 12,56    | 1 145,82   | 15,56      | 58 773     | 10,91      | 51                 |

## Zone d'emploi de 1994

### Définitions
En 1994, l’Insee établit un nouveau zonage des bassins d'emploi, remplaçant celui de 1983, à partir du recensement de 1990. Les zones d'emploi correspondent à un espace géographique où la plupart des actifs résident et travaillent, et dans lesquels les établissements peuvent trouver l'essentiel de la main d'œuvre nécessaire pour occuper les emplois offerts.
Dans l'Aisne, ce découpage respecte les limites des arrondissements et des cantons.

### Liste des zones d’emploi
Le département de l'Aisne comprend 6 zones d'emploi (recensement de 1999), dont l'ensemble des communes du département appartiennent à un bassin d'emploi du département :
| Code | Zone d'emploi (1994)    | Nombre de communes | Superficie (km2) | Population (hab.) | Densité (hab./km2) |
| ---- | ----------------------- | ------------------ | ---------------- | ----------------- | ------------------ |
| 2205 | Château-Thierry         | 123                | 1 193            | 68 570            | 64                 |
| 2207 | Soissons                | 159                | 1 243            | 100 627           | 81                 |
| 2231 | Saint-Quentin           | 126                | 1 071            | 134 597           | 126                |
| 2232 | Chauny-Tergnier-La Fère | 73                 | 594,37           | 65 968            | 111                |
| 2241 | La Thiérache            | 130                | 1 401            | 55 823            | 148                |
| 2242 | Laonnois                | 205                | 1 866,63         | 96 905            | 51                 |

### Synthèse départementale sur les zones d’emploi
| Zone d’emploi           | Quantité | Quantité | Superficie | Superficie | Population | Population | Densité (hab./km2) |
| Zone d’emploi           | Nb.      | %        | Km2        | %          | Hab.       | %          | Densité (hab./km2) |
| ----------------------- | -------- | -------- | ---------- | ---------- | ---------- | ---------- | ------------------ |
| Château-Thierry         | 123      | 14,89    | 1 193      | 16,19      | 68 570     | 12,81      | 64                 |
| Chauny-Tergnier-La Fère | 73       | 8,84     | 594,37     | 8,07       | 65 968     | 12,32      | 111                |
| Laonnois                | 205      | 24,82    | 1 866,63   | 25,33      | 96 905     | 18,1       | 51                 |
| Saint-Quentin           | 126      | 15,25    | 1 071      | 14,53      | 134 597    | 25,14      | 126                |
| Soissons                | 159      | 19,25    | 1 243      | 16,87      | 100 627    | 18,79      | 81                 |
| Thiérache               | 130      | 15,74    | 1 401      | 19,01      | 55 823     | 10,42      | 148                |